# Europamästerskapet i handboll för damer 2000
Europamästerskapet i handboll för damer 2000 spelades i Bukarest och Râmnicu Vâlcea i Rumänien mellan den 8 och 17 december 2000 och var den fjärde EM-turneringen som avgjordes för damer.
Ungern blev europamästare efter finalseger mot Ukraina med 32-30 efter förlängning medan Ryssland tog bronset efter seger mot Rumänien med 21-16.

## Deltagande lag
| Grupp A     | Grupp B    |
| ----------- | ---------- |
| Frankrike   | Danmark    |
| Jugoslavien | Makedonien |
| Ryssland    | Norge      |
| Tyskland    | Rumänien   |
| Ungern      | Ukraina    |
| Österrike   | Belarus    |

## Gruppspel

### Grupp A
Not: S = Spelade matcher, V = Vinster, O = Oavgjorda matcher, F = Förluster, GM = Gjorda mål, IM = Insläppta mål, MS = Målskillnad, P = Poäng
| Lag            | S | V | O | F | GM  | IM  | MS  | P |
| -------------- | - | - | - | - | --- | --- | --- | - |
| Ungern         | 5 | 4 | 1 | 0 | 159 | 115 | +44 | 9 |
| Ryssland       | 5 | 4 | 0 | 1 | 118 | 104 | +14 | 8 |
| Frankrike      | 5 | 3 | 0 | 2 | 127 | 106 | +21 | 6 |
| FR Jugoslavien | 5 | 2 | 1 | 2 | 139 | 138 | +1  | 5 |
| Tyskland       | 5 | 1 | 0 | 4 | 117 | 134 | −17 | 2 |
| Österrike      | 5 | 0 | 0 | 5 | 89  | 152 | −63 | 0 |

| Datum       | Spelplats      |                |                | Resultat | Typ av match |
| ----------- | -------------- | -------------- | -------------- | -------- | ------------ |
| 8 december  | Râmnicu Vâlcea | Ungern         | FR Jugoslavien | 33 – 33  | Gruppspel    |
| 8 december  | Râmnicu Vâlcea | Österrike      | Tyskland       | 20 – 30  | Gruppspel    |
| 8 december  | Râmnicu Vâlcea | Frankrike      | Ryssland       | 21 – 22  | Gruppspel    |
| 9 december  | Râmnicu Vâlcea | Tyskland       | Ungern         | 22 – 33  | Gruppspel    |
| 9 december  | Râmnicu Vâlcea | FR Jugoslavien | Frankrike      | 19 – 26  | Gruppspel    |
| 9 december  | Râmnicu Vâlcea | Ryssland       | Österrike      | 28 – 19  | Gruppspel    |
| 10 december | Râmnicu Vâlcea | Frankrike      | Tyskland       | 25 – 19  | Gruppspel    |
| 10 december | Râmnicu Vâlcea | Österrike      | Ungern         | 12 – 35  | Gruppspel    |
| 10 december | Râmnicu Vâlcea | Ryssland       | FR Jugoslavien | 27 – 20  | Gruppspel    |
| 12 december | Râmnicu Vâlcea | Österrike      | FR Jugoslavien | 24 – 33  | Gruppspel    |
| 12 december | Râmnicu Vâlcea | Ungern         | Frankrike      | 32 – 29  | Gruppspel    |
| 12 december | Râmnicu Vâlcea | Tyskland       | Ryssland       | 18 – 22  | Gruppspel    |
| 13 december | Râmnicu Vâlcea | Ungern         | Ryssland       | 26 – 19  | Gruppspel    |
| 13 december | Râmnicu Vâlcea | FR Jugoslavien | Tyskland       | 34 – 28  | Gruppspel    |
| 13 december | Râmnicu Vâlcea | Frankrike      | Österrike      | 26 – 14  | Gruppspel    |

### Grupp B
Not: S = Spelade matcher, V = Vinster, O = Oavgjorda matcher, F = Förluster, GM = Gjorda mål, IM = Insläppta mål, MS = Målskillnad, P = Poäng
| Lag        | S | V | O | F | GM  | IM  | MS  | P |
| ---------- | - | - | - | - | --- | --- | --- | - |
| Ukraina    | 5 | 2 | 3 | 0 | 130 | 120 | +10 | 7 |
| Rumänien   | 5 | 3 | 1 | 1 | 128 | 118 | +10 | 7 |
| Norge      | 5 | 2 | 2 | 1 | 132 | 126 | +6  | 6 |
| Makedonien | 5 | 1 | 2 | 2 | 113 | 123 | −10 | 4 |
| Danmark    | 5 | 1 | 1 | 3 | 130 | 137 | −7  | 3 |
| Belarus    | 5 | 0 | 3 | 2 | 134 | 143 | −9  | 3 |

| Datum       | Spelplats |             |             | Resultat | Typ av match |
| ----------- | --------- | ----------- | ----------- | -------- | ------------ |
| 8 december  | Bukarest  | Rumänien    | Vitryssland | 29 – 28  | Gruppspel    |
| 8 december  | Bukarest  | Norge       | Ukraina     | 24 – 24  | Gruppspel    |
| 8 december  | Bukarest  | Danmark     | Makedonien  | 19 – 20  | Gruppspel    |
| 9 december  | Bukarest  | Ukraina     | Danmark     | 29 – 29  | Gruppspel    |
| 9 december  | Bukarest  | Makedonien  | Rumänien    | 19 – 19  | Gruppspel    |
| 9 december  | Bukarest  | Vitryssland | Norge       | 26 – 26  | Gruppspel    |
| 10 december | Bukarest  | Makedonien  | Ukraina     | 19 – 27  | Gruppspel    |
| 10 december | Bukarest  | Rumänien    | Norge       | 26 – 22  | Gruppspel    |
| 10 december | Bukarest  | Danmark     | Vitryssland | 34 – 26  | Gruppspel    |
| 12 december | Bukarest  | Vitryssland | Makedonien  | 27 – 27  | Gruppspel    |
| 12 december | Bukarest  | Rumänien    | Ukraina     | 21 – 23  | Gruppspel    |
| 12 december | Bukarest  | Norge       | Danmark     | 29 – 22  | Gruppspel    |
| 13 december | Bukarest  | Ukraina     | Vitryssland | 27 – 27  | Gruppspel    |
| 13 december | Bukarest  | Danmark     | Rumänien    | 26 – 33  | Gruppspel    |
| 13 december | Bukarest  | Norge       | Makedonien  | 31 – 28  | Gruppspel    |

## Placeringsmatcher

### Match om 11:e plats
| Fredag 15 december 2000 kl: 18:30 | Österrike | 22 – 27 | Belarus | Râmnicu Vâlcea Publik: 2.500 |
| Fredag 15 december 2000 kl: 18:30 |           |         |         | Râmnicu Vâlcea Publik: 2.500 |

### Match om 9:e plats
| Fredag 15 december 2000 kl: 18:30 | Tyskland | 22 – 21 | Danmark | Bukarest Publik: 500 |
| Fredag 15 december 2000 kl: 18:30 |          |         |         | Bukarest Publik: 500 |

### Match om 7:e plats
| Fredag 15 december 2000 kl: 21:00 | FR Jugoslavien | 39 – 38 (Efter förlängning) | Makedonien | Bukarest Publik: 500 |
| Fredag 15 december 2000 kl: 21:00 |                |                             |            | Bukarest Publik: 500 |

### Match om 5:e plats
| Fredag 15 december 2000 kl: 21:00 | Frankrike | 23 – 19 | Norge | Râmnicu Vâlcea Publik: 2.500 |
| Fredag 15 december 2000 kl: 21:00 |           |         |       | Râmnicu Vâlcea Publik: 2.500 |

## Slutspel

### Semifinaler
| Lördag 16 december 2000 kl: 17:30 | Ukraina | 28 – 24 | Ryssland | Bukarest Publik: 5.000 |
| Lördag 16 december 2000 kl: 17:30 |         |         |          | Bukarest Publik: 5.000 |

| Lördag 16 december 2000 kl: 20:00 | Ungern | 25 – 24 | Rumänien | Bukarest Publik: 5.500 |
| Lördag 16 december 2000 kl: 20:00 |        |         |          | Bukarest Publik: 5.500 |

### Bronsmatch
| Söndag 17 december 2000 kl: 17:30 | Ryssland | 21 – 16 | Rumänien | Bukarest Publik: 4.000 |
| Söndag 17 december 2000 kl: 17:30 |          |         |          | Bukarest Publik: 4.000 |

### Final
| Söndag 17 december 2000 kl: 20:00 | Ungern | 32 – 30 (17–13) (Efter förlängning) | Ukraina | Bukarest Publik: 4.000 |
| Söndag 17 december 2000 kl: 20:00 |        |                                     |         | Bukarest Publik: 4.000 |

| Europamästare: Ungern (första titeln) |

## Slutplaceringar
| 1  | Ungern         |
| 2  | Ukraina        |
| 3  | Ryssland       |
| 4  | Rumänien       |
| 5  | Frankrike      |
| 6  | Norge          |
| 7  | FR Jugoslavien |
| 8  | Makedonien     |
| 9  | Tyskland       |
| 10 | Danmark        |
| 11 | Belarus        |
| 12 | Österrike      |